# Phellinus neonoxius
Phellinus neonoxius är en svampart som beskrevs av Ryvarden 2004. Phellinus neonoxius ingår i släktet Phellinus och familjen Hymenochaetaceae.   Inga underarter finns listade i Catalogue of Life.